# Lasara
Lasara es un lugar designado por el censo ubicado en el condado de Willacy en el estado estadounidense de Texas. En el Censo de 2010 tenía una población de 1.039 habitantes y una densidad poblacional de 274,39 personas por km².

## Geografía
Lasara se encuentra ubicado en las coordenadas 26°27′50″N 97°54′31″O / 26.46389, -97.90861. Según la Oficina del Censo de los Estados Unidos, Lasara tiene una superficie total de 3.79 km², de la cual 3.74 km² corresponden a tierra firme y (1.16%) 0.04 km² es agua.

## Demografía
Según el censo de 2010, había 1.039 personas residiendo en Lasara. La densidad de población era de 274,39 hab./km². De los 1.039 habitantes, Lasara estaba compuesto por el 80.75% blancos, el 0.67% eran afroamericanos, el 0.19% eran amerindios, el 0% eran asiáticos, el 0% eran isleños del Pacífico, el 17.23% eran de otras razas y el 1.15% pertenecían a dos o más razas. Del total de la población el 95% eran hispanos o latinos de cualquier raza.